# Supernatural (phần 1)
Phần 1 của phim Supernatural, là phim truyền hình Hoa Kỳ của Eric Kripke, công chiếu vào 13 tháng 9 năm 2005 và kết thúc vào 4 tháng 5 năm 2006 với 22 tập phim. Câu chuyện tập trung chủ yếu vào anh em Sam và Dean trong cuộc hành trình tìm cha John Winchester người đang đi lùng con quỷ Azazel đã giết vợ ông Mary Winchester và bạn gái Sam Jessica Lee Moore. Họ dùng cuốn nhật trình của cha mình để giúp họ nối nghiệp gia đình – cứu người và giết quỷ. Jared Padalecki và Jensen Ackles được chọn vào vai Sam và Dean, còn Jeffrey Dean Morgan vào vai John Winchester và Nicki Lynn Aycox vào vai con quỷ nhập xác Meg Masters. Đây là phần duy nhất do hãng WB phát sóng trên đài của họ, còn tất cả các phần sau được chuyển sang cho hãng CW, một hãng liên doanh giữa WB và UPN.
Trong đó, 16 tập đầu tiên phát sóng vào thứ 3 lúc 9:00 giờ tối tại Hoa Kỳ, nhưng sau đó được chuyển sang thứ 5 hàng tuần. Trong phần này, phim đạt được con số trung bình là 3.81 triệu lượt xem trên toàn Hoa Kỳ. Phần 1 của phim được đề cử nhiều giải, trong đó có giải Primetime Emmy Awards cho chất lượng phim tốt ở tập ‘’Pilot’’. Bên cạnh nhiều lời chỉ trích phim không được hay, thì phim vẫn nhận được nhiều lời khen ngợi cho những cảnh gây xúc động  ở tình anh em được thể hiện giữa hai nam chính.

## Các tập phim
| Tập | Số thứ tự | Tựa phim            | Đạo diễn              | Biên kịch                                                              | Này phát sóng        | Mã sản xuất | Lượt xem(Hoa Kỳ) (triệu) |
| --- | --------- | ------------------- | --------------------- | ---------------------------------------------------------------------- | -------------------- | ----------- | ------------------------ |
| 1   | 1         | "Pilot"             | David Nutter          | Eric Kripke                                                            | 13 tháng 9 năm 2005  | 475285      | 5.69                     |
| 2   | 2         | "Wendigo"           | David Nutter          | Cốt truyện: Ron Milbauer & Terri Hughes Burton Chuyển thể: Eric Kripke | 20 tháng 9 năm 2005  | 2T6901      | 5.01                     |
| 3   | 3         | "Dead in the Water" | Kim Manners           | Sera Gamble & Raelle Tucker                                            | 27 tháng 9 năm 2005  | 2T6903      | 5.01                     |
| 4   | 4         | "Phantom Traveler"  | Robert Singer         | Richard Hatem                                                          | 4 tháng 10 năm 2005  | 2T6904      | 5.40                     |
| 5   | 5         | "Bloody Mary"       | Peter Ellis           | Cốt truyện: Eric Kripke Chuyển thể: Ron Milbauer & Terri Hughes Burton | 11 tháng 10 năm 2005 | 2T6905      | 5.50                     |
| 6   | 6         | "Skin"              | Robert Duncan McNeill | John Shiban                                                            | 18 tháng 10 năm 2005 | 2T6906      | 5.00                     |
| 7   | 7         | "Hook Man"          | David Jackson         | John Shiban                                                            | 25 tháng 10 năm 2005 | 2T6902      | 5.08                     |
| 8   | 8         | "Bugs"              | Kim Manners           | Rachel Nave & Bill Coakley                                             | 8 tháng 11 năm 2005  | 2T6907      | 4.47                     |
| 9   | 9         | "Home"              | Ken Girotti           | Eric Kripke                                                            | 15 tháng 11 năm 2005 | 2T6908      | 4.21                     |
| 10  | 10        | "Asylum"            | Guy Bee               | Richard Hatem                                                          | 22 tháng 11 năm 2005 | 2T6909      | 5.38                     |
| 11  | 11        | "Scarecrow"         | Kim Manners           | Cốt truyện: Patrick Sean Smith Chuyển thể: John Shiban                 | 10 tháng 1 năm 2006  | 2T6911      | 4.23                     |
| 12  | 12        | "Faith"             | Allan Kroeker         | Sera Gamble & Raelle Tucker                                            | 17 tháng 1 năm 2006  | 2T6910      | 3.86                     |
| 13  | 13        | "Route 666"         | Paul Shapiro          | Eugenie Ross-Leming & Brad Buckner                                     | 31 tháng 1 năm 2006  | 2T6912      | 5.82                     |
| 14  | 14        | "Nightmare"         | Phil Sgriccia         | Sera Gamble & Raelle Tucker                                            | 7 tháng 2 năm 2006   | 2T6913      | 4.27                     |
| 15  | 15        | "The Benders"       | Peter Ellis           | John Shiban                                                            | 14 tháng 2 năm 2006  | 2T6914      | 3.96                     |
| 16  | 16        | "Shadow"            | Kim Manners           | Eric Kripke                                                            | 28 tháng 2 năm 2006  | 2T6915      | 4.22                     |
| 17  | 17        | "Hell House"        | Chris Long            | Trey Callaway                                                          | 30 tháng 3 năm 2006  | 2T6916      | 3.76                     |
| 18  | 18        | "Something Wicked"  | Whitney Ransick       | Daniel Knauf                                                           | 6 tháng 4 năm 2006   | 2T6917      | 3.67                     |
| 19  | 19        | "Provenance"        | Phil Sgriccia         | David Ehrman                                                           | 13 tháng 4 năm 2006  | 2T6918      | 3.62                     |
| 20  | 20        | "Dead Man's Blood"  | Tony Wharmby          | Cathryn Humphris & John Shiban                                         | 20 tháng 4 năm 2006  | 2T6919      | 3.99                     |
| 21  | 21        | "Salvation"         | Robert Singer         | Sera Gamble & Raelle Tucker                                            | 27 tháng 4 năm 2006  | 2T6920      | 3.26                     |
| 22  | 22        | "Devil's Trap"      | Kim Manners           | Eric Kripke                                                            | 4 tháng 5 năm 2006   | 2T6921      | 3.99                     |

### Xuất bản sách
Knight, Nicholas (2007). Supernatural: The Official Companion Season 1. Titan Books. ISBN 1-84576-535-4.